# Gaio Petronio Ponzio Nigrino
Gaio Petronio Ponzio Nigrino (in latino: Gaius Petronius Pontius Nigrinus; 2 a.C. circa – dopo il 37) è stato un magistrato e senatore romano, console dell'Impero romano.

## Biografia
Dal nome di Nigrino è assai probabile che egli appartenesse in origine alla gens dei Pontii Nigrini, e in particolare che fosse figlio del praetor aerarii del 20 Lucio Ponzio Nigrino, e che poi sia stato adottato da un Gaio Petronio, con ogni probabilità il console suffetto del 25. È incerto il legame di parentela con il Ponzio Labeone menzionato come fratello di un Ponzio Nigrino: non si sa se questo fosse il padre biologico di Nigrino o Nigrino stesso.
Della carriera di Nigrino quasi nulla è noto, ad eccezione del suo consolato, che egli ricoprì insieme a Gneo Acerronio Proculo come ordinario per il primo semestre del 37. Nigrino e Proculo, dopo la morte di Acuzia (ex moglie di Publio Vitellio), il litigio tra Decimo Lelio Balbo e Giunio Otone, l'accusa contro Albucilla che coinvolse gli illustri Gneo Domizio Enobarbo, Gaio Vibio Marso e Lucio Arrunzio, il suicidio dello stesso Arrunzio, l'imprigionamento di Albucilla, la relegazione dell'ex-pretore Carsidio Sacerdote, l'espulsione dal senato di Ponzio Fregellano e l'espulsione con relegazione di Decimo Lelio Balbo, il suicidio di Sesto Papinio Allenio e l'esilio della madre, si trovarono a fare i conti con la morte di Tiberio a marzo e il suo funerale ad aprile, con l'ascesa di Caligola coadiuvata da Macrone e dai suoi pretoriani e dall'annullamento del testamento di Tiberio, e con la morte di Antonia minore. Il nuovo princeps, però, permise loro di rimanere in carica fino al consueto termine semestrale per poi assumere egli stesso a luglio il consolato insieme allo zio Claudio.
Nigrino, dopo il suo consolato, scompare dalla storia: non sembra infatti essere lui il Publio Petronio citato come vittima di Nerone con il crimine di cospirazione, ma piuttosto Publio Petronio Nigro, forse suo figlio e ritenuto talvolta identico all'autore del Satyricon.